# Мозговенко, Николай Васильевич
Николай Васильевич Мозговенко (р. 1947) — Профессор. Кафедра деревянных духовых инструментов Российской Академии музыки имени Гнесиных. Народный артист Российской Федерации (1995).

## Биография
В 1965 окончил музыкальное училище им. Гнесиных.
В 1970 окончил Музыкально-педагогический институт им. Гнесиных.
В 1968-1970 солист симфонического оркестра Комитета кинематографии СССР.
С 1970 года по 1999 год  — солист Академического симфонического оркестра Московской филармонии. Сотрудничал с выдающимися дирижёрами и солистами.
Участвовал как сольный и камерный исполнитель в фестивалях: «Русская зима», «Декабрьские вечера», «Зальцбургский», «Эдинбургский» и др. Сотрудничал с квартетами им.Бородина, им.Прокофьева, камерным оркестром «Виртуозы Москвы», Государственным камерным оркестром России.
С 1999 г. по настоящее время является солистом Российского Национального оркестра.
Активно участвовал в записях известных звукозаписывающих фирм: «Дойче Граммофон», «Пентатон», «Делос». Запись музыки С.Прокофьева Российским национальным оркестром получила престижную международную премию Грэмми.

## Педагогическая деятельность
С 1971 г. по 1978г. — педагог класса кларнета средней специальной музыкальной школы им. Гнесиных.
В 1976-1980 – педагог музыкального училища им. Гнесиных.
Профессор Академии музыки им. Гнесиных (с 1980 преподаватель, с 1987 доцент).
В 1996 году Н.В.Мозговенко присвоено звание Доцент, а в 2007 году — Профессор по классу кларнета.
Многие из его учеников стали Лауреатами Всесоюзных, Всероссийских и Международных конкурсов и фестивалей. Работают в лучших оркестрах страны, таких как Российский Национальный оркестр, оркестр Большого театра, Академический симфонический оркестр Московской филармонии, театра Станиславского и др.
Н.В.Мозговенко постоянно проводит мастер-классы в городах России и за рубежом, а также является членом жюри многих конкурсов.

## Звания и награды
- Заслуженный артист РСФСР (1984)
- Народный артист Российской Федерации (1995);

Награжден почетным знаком «За отличную работу» Министерства культуры СССР, а также многочисленными почетными грамотами.